# Monte Serbal

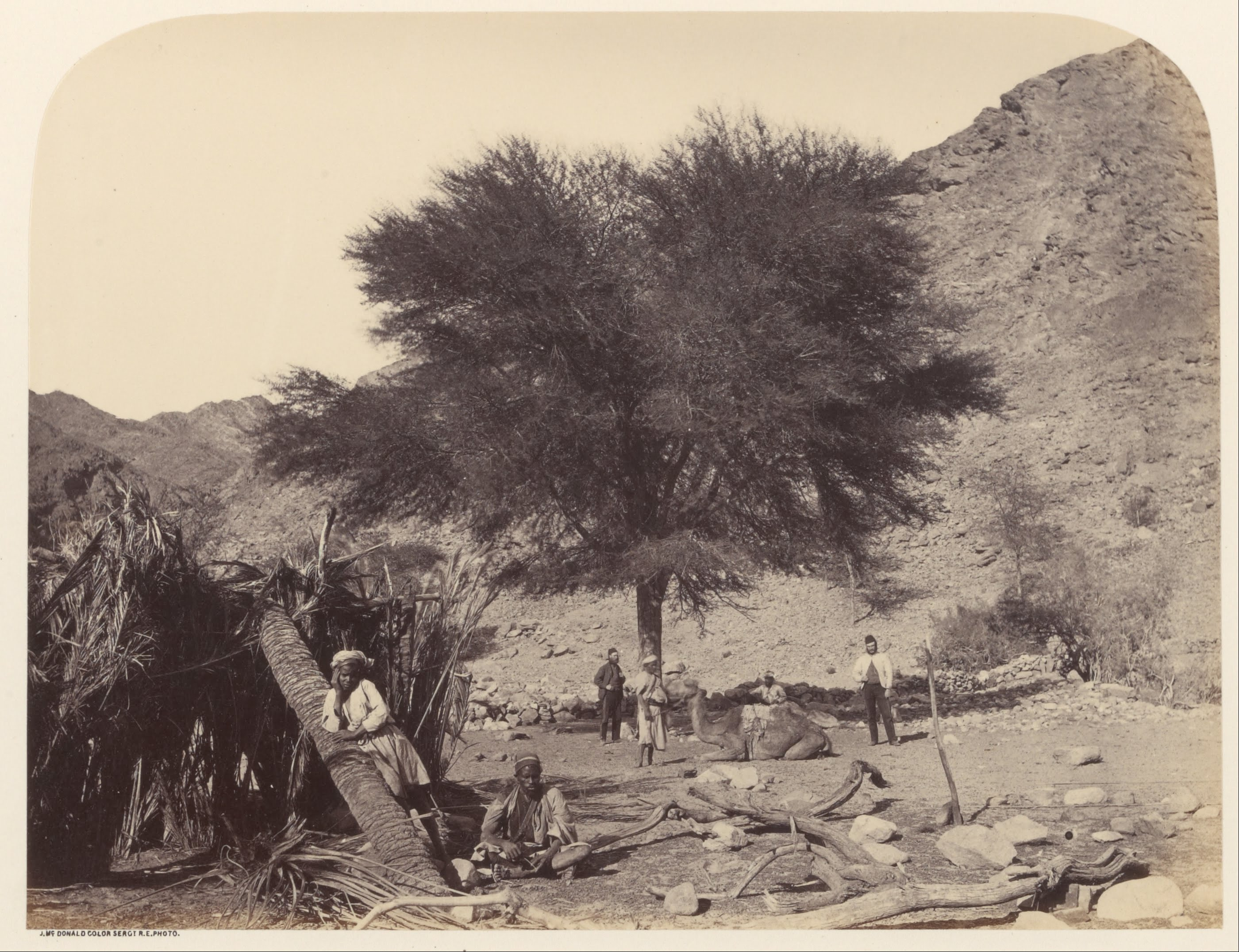
Albero Shittah, dedicato al santo patrono, Wady Feiran

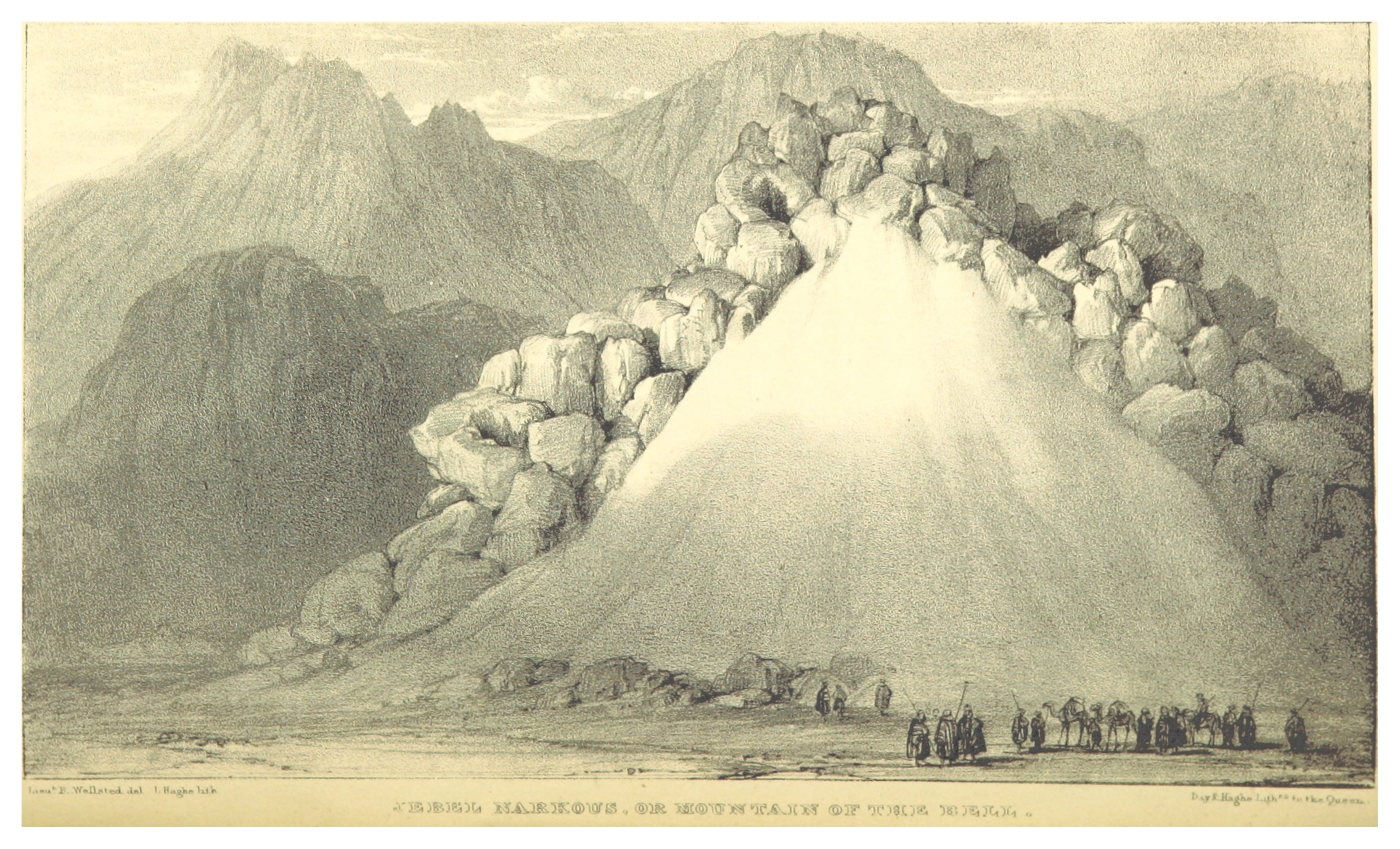
Penisola del Sinai meridionale, Gebel Nakús o montagna della campana (1838)

Il monte Serbal (in arabo, Jebel Serbal) è una montagna locata nella valle del Wadi Feiran nel sud della penisola del Sinai. Alta 2070 metri, è la quinta più alta montagna d'Egitto e fa parte del Parco nazionale di santa Caterina. Alcuni pensano che sia il monte Sinai biblico. Tra gli altri questo assunto è stato rivendicato da Ludwig Schneller, perché si adatta meglio alla tradizione biblica tenendo conto della rotta e della velocità degli Israeliti e dei dintorni della montagna, poiché Rephidim è identificato con la valle del Wadi Feiran.
Sul monte Serbal c'erano molte abitazioni in granito che erano abitate da anacoreti nei primi tempi del cristianesimo, e, ancora oggi, ci sono tracce di un monastero del IV secolo vicino alla sua base. È probabile che le molte iscrizioni (alcune in greco) trovate sulle rocce ai piedi del monte Serbal e il sentiero che porta alla vetta risalgano a quel periodo. Un punto sul sentiero è chiamato Mokatteb, o valle della scrittura.